# Blaps appendiculata
Blaps appendiculata – gatunek chrząszcza z rodziny czarnuchowatych i podrodziny Tenebrioninae.
Gatunek ten został opisany w 1851 roku przez Wiktora Moczulskiego. Klasyfikowany jest w grupie gatunków B. emondi, rozsiedlonej od Maroka, przez północną Algierię po Tunezję. Zgodnie z wynikami badań przeprowadzonych przez Condamine i współpracowników w 2013 roku zajmuje on pozycję siostrzaną do nieopisanego jeszcze gatunku oznaczonego jako Blaps sp. n. 4, a linie ewolucyjne tych gatunków rozeszły się około 3 mln lat temu.
Blaps appendiculata jest żywicielem pośrednim nicienia Gongylonema pulchrum.
Chrząszcz ten jest endemitem północnego Maroka.